# Тяпче
Тяпче (укр. Тяпче) — село в Долинской городской общине Калушского района Ивано-Франковской области Украины.
Население по переписи 2001 года составляло 1471 человек. Занимает площадь 76,7 км². Почтовый индекс — 77522. Телефонный код — 3477.